# The End (sculpture)
Pour les articles homonymes, voir The End.
The End (stylisé THE END) est une sculpture de l'artiste britannique Heather Phillipson, installée sur le quatrième socle de Trafalgar Square à Londres de 2020 à 2022.

Sculpture The End

La sculpture représente une gigantesque cuillerée de crème fouettée fondante, surmontée d'une cerise, accompagnée d'une mouche et d'un drone survolant sa surface,. Le drone est équipé d'une caméra, qui envoie un flux en direct des alentours à un site Web dédié à l'œuvre,. D'une hauteur de 9,4 mètres, la sculpture est la plus haute installation réalisée à ce jour dans le cadre du programme Fourth plinth du maire de Londres, qui prévoit une commande continue d'œuvres d'art publiques.

## Création
Selon Phillipson, plusieurs événements politiques, dont l'élection présidentielle américaine de 2016 et le référendum sur le Brexit au Royaume-Uni, ont inspiré The End. L'œuvre évoque également l'histoire de Trafalgar Square en tant que lieu de célébration publique, mais aussi de protestations de masse et de surveillance. La sculpture est décrite comme une œuvre « dystopique »,, la crème fondante symbolisant la société au bord du gouffre. Le magazine Observer (en) note que la diffusion en direct à partir du drone fait en sorte que « l'œuvre d'art [surveille] littéralement son public », offrant la possibilité de s'engager avec la pièce de n'importe où dans le monde « en espionnant les passants de manière véritablement dystopique. ».
Le dévoilement de la sculpture est initialement prévu pour le 26 mars 2020, mais est reporté en raison des mesures sanitaires prises pour lutter contre la pandémie de Covid-19,,. L'œuvre est finalement dévoilée discrètement le 30 juillet 2020. Heather Phillipson a elle-même reconnu que The End avait pris un nouveau sens dans le contexte de la pandémie mondiale,.
La sculpture est construite à partir d'acier et de polystyrène, avec une couche solide de polyuréthane projeté, pesant 9 tonnes,. La cerise est décrite par le magazine Apollo comme « si brillante qu'elle semble recouverte de vernis à ongles ». The End est la première commande entièrement accessible du quatrième socle, avec une partie de la plaque en braille accompagnée d'une image tactile de l'œuvre et d'une description audio disponible en ligne,.

## Réception
L'Evening Standard déclare en 2022 que The End a « divisé les visiteurs » de Trafalgar Square. Dans un article du Guardian, Tim Jonze souligne le contraste entre la sculpture et son environnement, et note qu'il apprécie « la pure absurdité de son existence » comme « une grosse friandise sucrée trônant joyeusement au milieu des généraux de guerre grisonnants et de leurs chevaux ». La sculptrice déclare que « l'impression que quelque chose se déverse de la stratosphère » est délibérée et qu'elle a voulu explorer « la façon dont cela atterrirait conceptuellement, mais aussi visuellement - de façon éhontée - au milieu de toute cette statuaire ».
Plusieurs observateurs soulignent la tension entre l'apparence superficiellement « joyeuse » de la confection géante et les nuances plus sombres suggérées par le drone et la mouche,,. La journaliste Arwa Haider écrit dans le magazine Elephant que « The End est une œuvre qui vous séduit avant que ses détails ne vous rebutent : une délicieuse cuillerée de crème géante couronnée d'une cerise, chevauchée d'une mouche monstrueuse et d'un drone insectoïde près de son sommet. ». Le journaliste culturel du New York Times, Alex Marshall, qualifie The End de « pièce ambiguë » et fait valoir que l'ambiguïté est « au cœur du charme des œuvres de Mme Phillipson, dont les extérieurs brillants et exagérés démentent souvent leurs messages sombres et urgents ».
Le critique d'art Thomas Marks écrit dans Apollo: The International Art Magazine que The End est « particulièrement frappante » comme « un monument à l'ampleur de notre excès, aux tentations caricaturales du sucre et des aliments transformés, et un memento mori de leur influence sur nos tours de taille » . Selon lui, « l'attirance cède la place au dégoût », ce qui rappelle Andy Warhol et d'autres artistes traitant de la restauration rapide. Marks souligne que The End est probablement une allusion à Dropped Cone de Claes Oldenburg et Coosje Van Bruggen (2001), une immense sculpture de crème glacée à la vanille exposée sur le toit d'un centre commercial à Cologne en Allemagne.